# Hi-Ho/GOOD BYE
「Hi-Ho／GOOD BYE」（ハイホー／グッド・バイ）は、日本のアーティスト、hideのソロ7枚目となるダブルAサイドシングル。

## 概要
2ndアルバム『PSYENCE』からのリカットシングル。CD EXTRA仕様であり、ツアー「PSYENCE A GO GO」の映像の一部をみることができる。ライブやテレビでは、現役女子高生やストリッパーがステージ上で踊るという演出がなされた。

## 収録曲
1. Hi-Ho（作詞・作曲：hide）
  - 仮タイトルは「I KNOW」だった[3]。
2. Beauty & Stupid TOKYO SKA VERSION (Backing track by TOKYO SKA PARADISE ORCHESTRA)
  - hideのボーカルトラックのみ残し、バックトラック・アレンジは東京スカパラダイスオーケストラが行っている。
3. POSE (Live at YOYOGI on Oct.20.1996)
  - ツアー「PSYENCE A GO GO」追加公演の最終日に代々木第一体育館で演奏された模様を収録している。
4. GOOD BYE（作詞・作曲：hide）
  - コンセプトは「何かを捨てていかないと前に進めない」ことを表現した[4]。
  - ボーカル素材はデモ段階で録った1stテイクをそのまま使用している[4]。
  - hideのディレクターを務めていた後藤昌彦から「ビートルズの世界だね。このサイケデリックなアシッド感を出せるアーティストはなかなかいないよ」と絶賛したが、I.N.Aとhideは首を傾げた[注 1]。その事で「お互いがビートルズを聴いたことが無い」と気付いた[3]。
  - hideの告別式が終わり出棺される際に、この楽曲が築地本願寺で流された。

## 収録アルバム
- PSYENCE (#1,4)
- hide BEST 〜PSYCHOMMUNITY〜 (#1,4)
- hide SINGLES 〜Junk Story〜 (#1,4)
- hide PERFECT SINGLE BOX (全曲)
- KING OF PSYBORG ROCK STAR (#3)
- We Love hide 〜The Best in The World〜 (#4)
- “Musical Number” 〜ROCKミュージカル ピンクスパイダー〜 (#1, 4)
- 子 ギャル (#1, 4)